# Эндрю Уинтонский

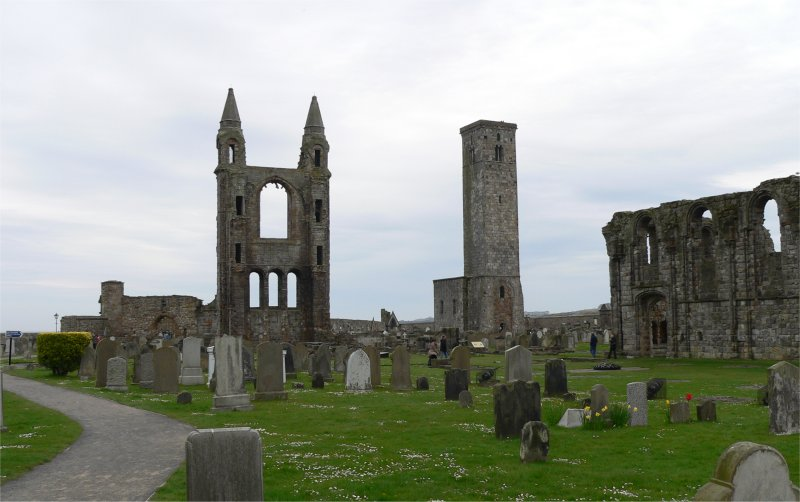
Руины кафедрального собора Св. Андрея в Сент-Андрусе (1158–1318)

Э́ндрю Уи́нтонский (англ. Andrew of Wyntoun; около 1350 — около 1420 или 1423) — средневековый шотландский хронист и поэт, монах-августинец, приор монастыря Святого Сервана в Лохливене, автор метрической «Изначальной хроники Шотландии».

## Жизнь и труды

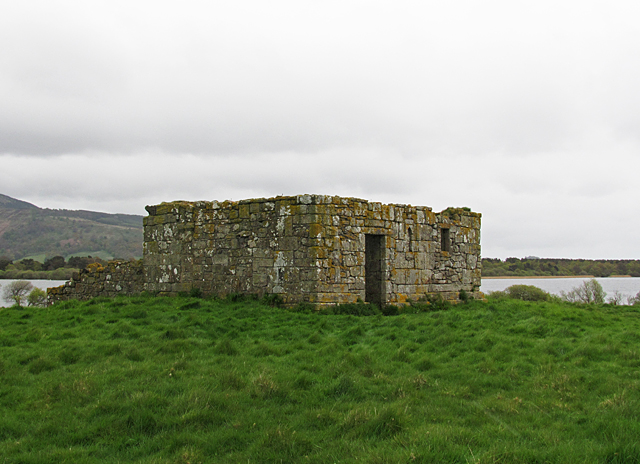
Руины собора приората Святого Сервана на озере Лох-Ливен (1150)

Настоящее имя и происхождение его неизвестны, имя Эндрю Уинтонского, по его собственным словам, он получил в монастыре. Возможно, являлся дальним родственником и даже потомком шотландского рыцаря-госпитальера Алана де Уинтона (норманд. Alan de Wyntoun), лорда Сетона (ум. 1347), владельца замка Уинтон в Ист-Лотиане и одного из предков графов Уинтонов.
Служил регулярным каноником кафедрального собора Святого Андрея в Сент-Андрусе (Файф), затем в 1393—1421 годах — настоятелем августинского приората Святого Сервана на озере Лох-Ливен в Кинроссе. Там по просьбе своего покровителя сэра Джона Вемисса Лешарского составил «Изначальную хронику Шотландии» (англ. Orygynale Cronykil of Scotland) в октосиллабических стихах на шотландском диалекте среднеанглийского языка.
Сочинение его состоит из 9 книг и посвящено в основном шотландской истории, начиная с мифических времён до вступления на престол короля Якова I в 1406 году. При написании хроники Эндрю Уинтонский использовал старинные монастырские записи и латиноязычные, а также местные шотландские хроники. При этом, будучи младшим современником известного хрониста Джона Фордунского, он, вероятно, не был знаком с его историческим сочинением. Демонстрируя недюжинную эрудицию, Эндрю цитирует в своей хронике таких античных авторов, как Аристотель, Цицерон, Тит Ливий, Валерий Максим, Иосиф Флавий, Юстин, Гай Юлий Солин, Иероним Стридонский, Аврелий Августин, Боэций и пр.
«Изначальная хроника Шотландии» является основным историческим источником по истории Шотландского королевства, а также Англии XIV—XV веков. Под 1283 годом она содержит одно из самых ранних упоминаний о легендарном Робин Гуде:
«Там Маленький Джон и сам Робин Гуд

Лихое устроили братство.

В чащобе Барнсдейл, в лесу Инглвуд

Своё умножали богатство».
Хроника закончена была, по словам Эндрю Уинтонского, на 16 году правления короля Роберта III и в первый год правления его преемника Якова I, т. е. в 1406 году. Из записи в главе 26 книги IX явствует, что автор дожил до смерти брата покойного короля и регента Роберта Стюарта, герцога Олбани, имевшей место 3 сентября 1420 года.
Хроника Эндрю Уинтонского дошла до нашего времени в 8 рукописях, три из которых находятся в собрании Коттона Британской библиотеки и две в библиотеке Адвокатов в Эдинбурге. Она была впервые опубликована в 1795 году шотландским историком Дэвидом Макферсоном по рукописи из Королевской библиотеки, и переиздана в 1872—1879 годах в трёх томах эдинбургским антикварием Дэвидом Лэнгом в серии «Шотландские историки» (англ. Series of Scottish Historians).